# Linescio
Linescio (in dialetto ticinese Linesc) è un comune svizzero di 45 abitanti del Canton Ticino, nel distretto di Vallemaggia.

## Storia
Il comune è stato istituito nel 1858 per scorporo dal territorio di Cevio.

## Monumenti e luoghi d'interesse

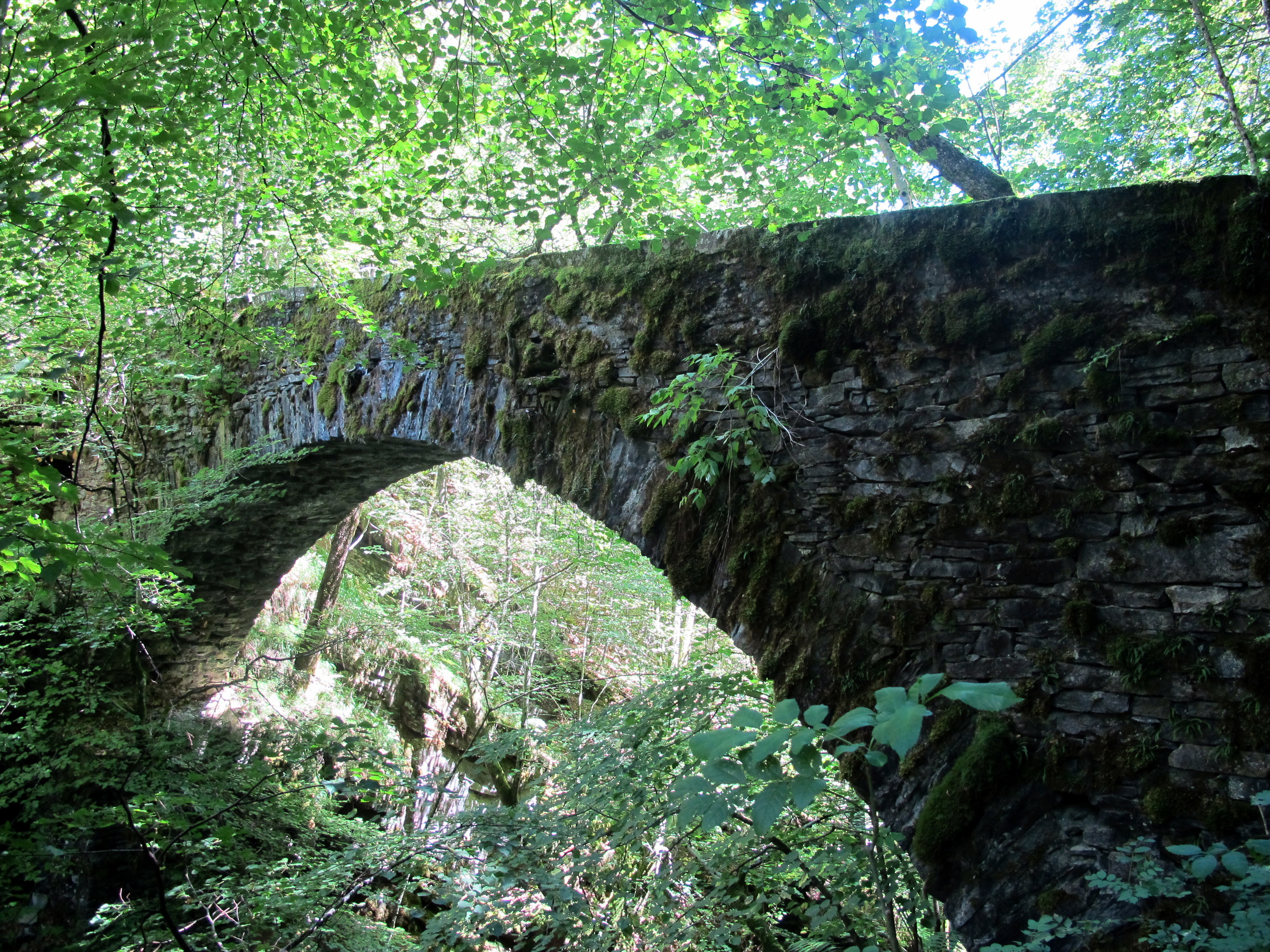
Il ponte sulla Rovana

- Chiesa parrocchiale di San Remigio, consacrata nel 1640 e ricostruita nel 1817-1819[1];
- Cappella del cimitero, con affreschi di Giacomo Antonio Pedrazzi[senza fonte];
- Oratorio sul monte Faedo[senza fonte];
- Villaggio disabitato di Faedo[senza fonte];
- Terrazzamenti agricoli[1] nelle zone Gerbi e Cios, costruiti con muraglie in pietra[senza fonte].
- Ponte sulla Rovana[senza fonte].

## Società

### Evoluzione demografica
L'evoluzione demografica è riportata nella seguente tabella:
Abitanti censiti

## Amministrazione
Ogni famiglia originaria del luogo fa parte del cosiddetto comune patriziale e ha la responsabilità della manutenzione di ogni bene ricadente all'interno dei confini del comune.